# Малый Кутык
Малый Кутык — река в России, протекает в Игринском районе Республики Удмуртия. Устье реки находится в 5,2 км по правому берегу реки Кутык. Длина реки составляет 12 км, площадь водосборного бассейна 33,5 км².
Исток реки находится у села Новые Зятцы в 30 км к юго-западу от посёлка Игра. Река течёт на юго-запад, населённых пунктов на берегах и крупных притоков не имеет.

## Данные водного реестра
По данным государственного водного реестра России относится к Камскому бассейновому округу, водохозяйственный участок реки — Вятка от водомерного поста посёлка городского типа Аркуль до города Вятские Поляны, речной подбассейн реки — Вятка. Речной бассейн реки — Кама.
По данным геоинформационной системы водохозяйственного районирования территории РФ, подготовленной Федеральным агентством водных ресурсов:
- Код водного объекта в государственном водном реестре — 10010300512111100038651
- Код по гидрологической изученности (ГИ) — 111103865
- Код бассейна — 10.01.03.005
- Номер тома по ГИ — 11
- Выпуск по ГИ — 1